# Titanoceratops ouranous
Il titanoceratopo (Titanoceratops ouranous) è il nome proposto per un dinosauro erbivoro appartenente ai ceratopsidi, o dinosauri cornuti. Visse nel Cretaceo superiore (Campaniano, circa 73 milioni di anni fa) e i suoi resti fossili sono stati ritrovati in Nordamerica (Nuovo Messico). Potrebbe essere uno dei più grandi dinosauri cornuti noti.

## Descrizione
Di questo dinosauro è noto un esemplare, rinvenuto nel 1943, in precedenza erroneamente attribuito a un individuo aberrante ed eccezionalmente grande di Pentaceratops. Uno studio pubblicato nel 2011 ha però ipotizzato un nuovo genere di ceratopside, dalla morfologia cranica differente rispetto a quella di Pentaceratops. Si stima che Titanoceratops pesasse circa 6,5 tonnellate e che potesse raggiungere i 7 metri di lunghezza: dimensioni di poco inferiori a quelle del ben noto Triceratops, vissuto qualche milione di anni dopo. La lunghezza totale del cranio era di ben 2,65 metri.

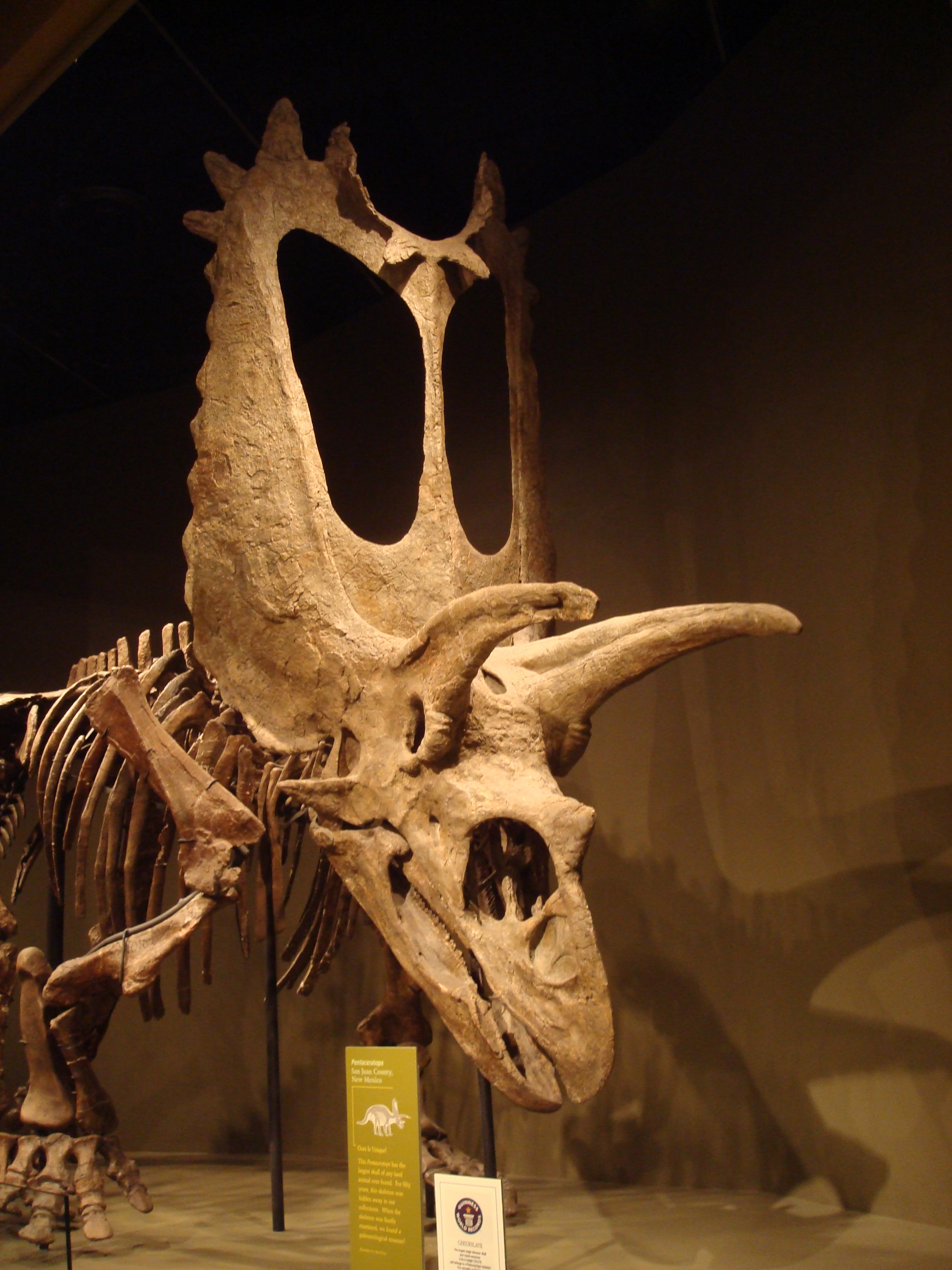
Olotipo erroneamente denominato e ricostruito come Pentaceratops

## Classificazione
Titanoceratops (il cui nome significa "faccia cornuta titanica") è un rappresentante dei casmosaurini, il gruppo di ceratopsidi dagli ampi collari e dalle lunghe corna sopraorbitali, i cui rappresentanti più noti furono Triceratops e Torosaurus. Titanoceratops, in particolare, sembrerebbe essere alla base di un clade formato da queste ultime due forme e da Eotriceratops, apparsi però alcuni milioni di anni più tardi. Titanoceratops, quindi, è il primo grande casmosaurino noto, e il più grande dinosauro noto nel Campaniano del Nordamerica, quanto a massa corporea.

## Significato evolutivo
Il riconoscimento di Titanoceratops come un genere a sé stante suggerisce che i casmosaurini giganti si svilupparono una sola volta (Triceratops e parenti stretti) e che iniziarono la loro evoluzione almeno cinque milioni di anni prima di quanto si pensasse precedentemente. I dinosauri cornuti giganti, probabilmente, si originarono nella parte meridionale del Nordamerica durante il Campaniano ma si diffusero nel resto del continente solo durante il Maastrichtiano.